# IV. třída okresu Zlín
IV. třída okresu Zlín tvoří společně s ostatními skupinami čtvrté třídy nejnižší (desátou nejvyšší) fotbalovou soutěž v České republice. Je řízena Okresním fotbalovým svazem Zlín. Hraje se každý rok od léta do jara se zimní přestávkou. Hraje se ve dvou skupinách (označených A a B), v ročníku 2017/18 startuje 26 týmů (po 13 v obou skupinách) z okresu Zlín. Ve skupině hraje každý s každým jednou na domácím hřišti a jednou na hřišti soupeře. Vzhledem k lichému počtu účastníků má v každém kole jedno mužstvo tzv. volný los, tedy v tomto kole nehraje. Vítěz postupuje do III. třídy okresu Zlín. Ze soutěže se již nikde nesestupuje.

## Vítězové

### IV. třída okresu Zlín skupina A
| Ročník    | Vítězný tým                      |
| --------- | -------------------------------- |
| 2002/2003 | TJ Sokol Lhota u Malenovic       |
| 2003/2004 | FC Viktoria Otrokovice „B“       |
| 2004/2005 | TJ Sokol Všemina                 |
| 2005/2006 | SK Vizovice „A“                  |
| 2006/2007 | SK Březnice                      |
| 2007/2008 | TJ Sokol Všemina                 |
| 2008/2009 | TJ Sokol Mysločovice             |
| 2009/2010 | TJ Halenkovice                   |
| 2010/2011 | TJ Sokol Lhota u Malenovic       |
| 2011/2012 | FK Mladcová „B“                  |
| 2012/2013 | FC Žlutava                       |
| 2013/2014 | FC Slovácká Sparta Spytihněv „B“ |
| 2014/2015 | TJ Sokol Velký Ořechov           |
| 2015/2016 | TJ FS Napajedla „B“              |
| 2016/2017 | TJ Sokol Veselá „B“              |
| 2017/2018 | SK Hvozdná                       |
| 2018/2019 |                                  |

Poznámky:
- 2005/06: V tomto ročníku startovalo rovněž vizovické B-mužstvo.

### IV. třída okresu Zlín skupina B
| Ročník     | Vítězný tým                    |
| ---------- | ------------------------------ |
| 2002/2003  | FK Lužkovice - Želechovice „B“ |
| 2003/2004  | SK Vlachovice „B“              |
| 2004/2005  | TJ Štítná nad Vláří „B“        |
| 2005/2006  | TJ Sokol Dolní Lhota           |
| 2006/2007  | TJ Vysoké Pole                 |
| 2007/2008  | FK Smolina                     |
| 2008/2009  | FK Příluky „B“                 |
| 2009/2010  | TJ Sokol Bratřejov             |
| 2010/20112 | FK Štípa „B“                   |
| 2011/2012  | TJ Sokol Všemina               |
| 2012/2013  | SK Jasenná                     |
| 2013/2014  | SK Vizovice „B“                |
| 2014/2015  | SK Zlín 1931                   |
| 2015/2016  | FC Slušovice „B“               |
| 2016/2017  | TJ Nedašov „B“                 |
| 2017/2018  | TJ Sokol Petrůvka              |
| 2018/2019  |                                |